# 鈴木直
鈴木直（日语：／ suzuki tadashi，1951年6月25日—），日本古生物研究人員。福島縣磐城市內鄉出生。磐城市菊石中心主任研究人員。雙葉龍（拉丁語：Futabasaurus）的發現者。

## 生平
從年幼的時候對化石有興趣，從那個時候開始尋找化石。中學2年級時鈴木直在柳澤一郎著的『阿武隈山地東邊追立』書中知道了磐城市北方分佈的雙葉層群，之後在伯母住處磐城市大久町入間澤的大久河附近開始挖鑿化石。這個雙葉層群一般認為是昭和初期根據德永重康、清水三郎兩位博士發現蛇頸龍的頸椎骨的化石，報告(但是被發現的化石不完全，要斷定是蛇頸龍化石並不容易)。1968年10月，鈴木直在伯母的家300公尺遠的大久河河岸露出的雙葉層群玉山層發現鯊魚的牙齒的化石，進一步持續發掘，從附近發現蛇頸龍的脊椎骨化石。國立科學博物館的小畠郁生、長谷川善和兩位博士也加入此發掘。根據科學博物館的估計整個形狀的復原需費時4年時間。發掘的化石大體上包含一頭完整的成龍化石和6頭幼龍的部分化石。成龍全長約6.5公尺，在環太平洋岸亞洲地區第一次發現。
2006年，蛇頸龍根據發現的地層和發現者的名字被命名為『鈴木雙葉龍 Futabasaurus suzukii Sato, Hagesawa & Manabe, 2006』，作為新屬新品種正式被記載。